# Si mort a mors
Si mort a mors est une chanson du groupe nantais Tri Yann, inspirée d'un poème breton anonyme, écrit en français à l'occasion des funérailles de la Duchesse Anne de Bretagne,. Le titre signifie « Si la mort a mordu ». La musique choisie par Tri Yann pour accompagner ce poème est celle de la chanson traditionnelle irlandaise An Cailín Rua.

## Histoire
Anne de Bretagne meurt à Blois le 9 janvier 1514. Le convoi funèbre arrive à Paris le 12 février au soir. Le 15 dans la matinée, une messe est dite en la cathédrale Notre-Dame. Le lendemain, le cercueil d'Anne rejoint la basilique de Saint-Denis. Le transfert de son cœur dans la capitale du Duché de Bretagne est effectué selon le vœu formulé par la duchesse.
Le texte du poème ayant inspiré la chanson est le suivant :
Si mort a mors par ſon aſpre poincture

Le noble eſpoir de mainte créature;

Si mort a mors ſi haulte mageſté,

Le lys & fleur de toute chreſtienté,

Si mort a mors le confort de nobleſſe,

Maints haults vouloirs ſont actains de ſoibleſſe.

Si mort a mors des poures la ſubſtance,

Le bon conſeil, des vices réſiſtance,

Si mort a mors des vertueux le memoire,

L’onneur de paix, le rayon debonnaire;

Si mort a mors des triſtes le confort,

De joye l’accord, l’ayde du foible au fort;

Si mort a mors de gloire le merite

La doctrine des Dames deshérite.

Si mort a mors de l’Égliſe la mere,

Pluſieurs en ont affliction amere,

Si mort a mors le guidon de jeuneſſe,

Et l’eſtandart de tout femenyn ſexe;

Si mort a mors le leze de Juſtice,

Je tiens vacant de maint homme l’office.

Si mort a mors des Bretons la Princeſſe,

Et des Françoys leur regret n’a prins ceſſe;

Si mort a mors le cueur de ſi grant Dame,

Prions à Dieu qu’il en vueille avoir l’ame.
— Anonyme, XVIe siècle

## Caractéristiques musicales
Chaque couplet se termine par « Cent fois mille et mille aurores encore ». Sur ce morceau, Jean-Louis Jossic, l'un des chanteurs des Tri Yann, joue du psaltérion à archet et Gérard Goron, habituellement batteur, joue du mandoloncelle (famille des mandolines et dérivé de la mandole).

## Discographie
Tri Yann a enregistré Si mort a mors à plusieurs reprises : les différentes versions ont paru sur les albums suivants. 
- 1981 : An heol a zo glaz (Le soleil est vert)
- 1985 : Anniverscène, dans sa version originale en irlandais An Cailín Rua
- 1993 : Inventaire le concert
- 1996 : Tri Yann en concert
- 1998 : La Tradition symphonique
- 1999 : Bretagnes à Bercy
- 2001 : 30 ans au Zénith
- 2012 : Le Concert des 40 ans
- 2019 : 50 ans de scène

Il existe également la compilation Si mort a mors sortie en 1984.